# 星艦戰將：侵略者
《星艦戰將：侵略者》（英語：Starship Troopers: Invasion），是2012年發行的一部電腦動畫科幻戰爭電影，讲述的是一队装备有原著中动力装甲的机动步兵（Mobile Infantry）拯救地球的故事。這是星艦戰將系列電影的第四集。
本片的續集是《星河戰隊5》（2017年）。

## 劇情
电影中这队机动步兵先是前往一颗小行星救援卡尔将军（Carl），但却被星舰抛弃，最终在原小行星基地守卫小队帮助下登上另一艘突击星舰离开并炸毁行星基地，但最初的星舰却被卡尔带来的虫后控制。两支小队最后合兵一处，返回星舰毁灭了虫后占领地球的计划，但只有寥寥几人生还。（注：电影中的主角悉数亮相——卡尔，里科，卡门，最终三人杀死虫后。）

## 配音員
- 露西·克里斯汀（英语：Luci Christian） 飾演 Carmen Ibanez
- Justin Doran 飾演 Carl Jenkins
- 大衛·馬特朗牙（英语：David Matranga） 飾演 Johnny Rico
- 大衛·沃爾德（英语：David Wald） 飾演 Hero
- Andrew Love 飾演 Bugspray
- Leraldo Anzaldua（英语：Leraldo Anzaldua） 飾演 Ratzass
- Sam Roman 飾演 Daugherty
- 埃米莉·內維斯（英语：Emily Neves） 飾演 Trig
- 梅麗莎·戴維斯（英语：Melissa Davis） 飾演 Ice Blonde
- Kalob Martinez（英语：Kalob Martinez） 飾演 Holyman
- 克里斯·巴頓（英语：Chris Patton） 飾演 Kharon
- Adam Gibbs 飾演 Shock Jock
- Jovan Jackson 飾演 Mech
- Corey Hartzog 飾演 Chase
- 喬希·格雷爾（英语：Josh Grelle） 飾演 Chow
- Karl Glusman 飾演 Gunfodder
- Shelley Calene-Black（英语：Shelley Calene-Black） 飾演 Captain Jonah
- Noel Burkeen 飾演 Crysoch
- Andy McAvin（英语：Andy McAvin） 飾演 High Command
- Michael Keeney 飾演 Communication Officer 1
- 克里斯·卡爾（英语：Kris Carr） 飾演 Communication Officer 2

## 外部連結
- （英文）官方網站 （页面存档备份，存于）